# Urocystis colchici
Urocystis colchici är en svampart som först beskrevs av Diederich Franz Leonhard von Schlechtendal, och fick sitt nu gällande namn av Gottlob Ludwig Rabenhorst 1861. Urocystis colchici ingår i släktet Urocystis och familjen Urocystidaceae.   Inga underarter finns listade i Catalogue of Life.

## Källor

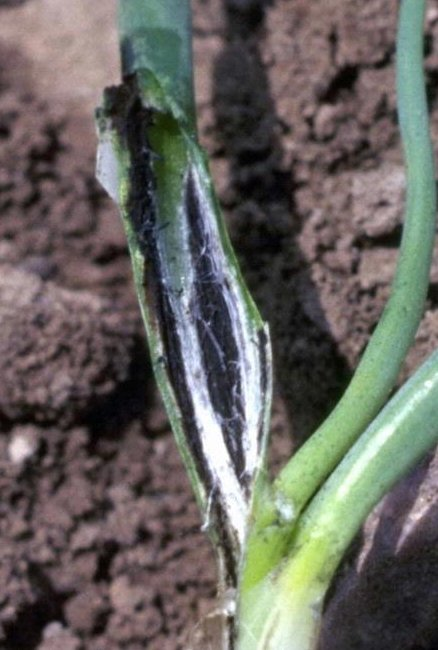